# Мендак Леоніда Володимирівна
Леоніда Володимирівна Мендак (нар. 2 липня 1953, село Буркачі Горохівського району Волинської області) — українська радянська діячка, оператор-тваринник колгоспу «Іскра» Горохівського району Волинської області. Депутат Верховної Ради СРСР 10—11-го скликань.

## Біографія
Народилася в селянській родині. Навчалася в неповносередніх школах сіл Буркачі та Мерва Горохівського району. У 1970 році закінчила середню школу в селі Лобачівка Горохівського району Волинської області.
У 1970—1977 роках — свинарка колгоспу імені Богдана Хмельницького, свинарка колгоспу імені Леніна Горохівського району Волинської області.
У 1977—1979 роках — оператор Горохівського районного міжгосподарського об'єднання з виробництва свинини Волинської області.
Член КПРС з 1978 року.
З жовтня 1979 року — оператор-тваринник із відгодівлі свиней колгоспу «Іскра» Горохівського району Волинської області.
Освіта середня спеціальна. У 1983 році без відриву від виробництва закінчила Горохівський радгосп-технікум Волинської області.
Потім — на пенсії в селі Великий Омеляник Луцького району Волинської області.

## Нагороди та відзнаки
- орден «Знак Пошани»
- медалі